# Chu Á Ninh
Chu Á Ninh (tiếng Trung: 周亚宁; sinh năm 1957) là Thượng tướng Quân Giải phóng Nhân dân Trung Quốc (PLA). Ông là Ủy viên Ban Chấp hành Trung ương Đảng Cộng sản Trung Quốc khóa XIX, nguyên là Tư lệnh Quân chủng Tên lửa Quân Giải phóng Nhân dân Trung Quốc.

## Thân thế và binh nghiệp
Chu Á Ninh sinh tháng 12 năm 1957, người Nam Cung, tỉnh Hà Nam. Tháng 12 năm 1976, nhập ngũ. Ông từng đảm nhiệm các chức vụ như Bộ trưởng Bộ Hậu cần Căn cứ 52, Quân đoàn Pháo binh số 2, đồn trú tại Kỳ Môn, tỉnh An Huy; sau thăng chức Tham mưu trưởng.
Năm 2008, Chu Á Ninh nhậm chức Tư lệnh Căn cứ 53, Quân đoàn Pháo binh 2, đồn trú tại Côn Minh. Tháng 7 năm 2009, Chu Á Ninh được phong quân hàm Thiếu tướng. Tháng 11 năm 2011, ông được điều sang nhậm chức Tư lệnh Căn cứ 52, Quân đoàn Pháo binh 2.
Tháng 12 năm 2014, Chu Á Ninh được bổ nhiệm giữ chức Phó Tư lệnh Quân đoàn Pháo binh 2.
Tháng 12 năm 2015, Trung Quốc tái cấu trúc quân đội, theo đó Quân chủng Tên lửa được thành lập thay thế cho Quân đoàn Pháo binh số 2 (SAC) trong nhiệm vụ kiểm soát các kho vũ khí hạt nhân. Chu Á Ninh được bổ nhiệm giữ chức Phó Tư lệnh Quân chủng Tên lửa. Tháng 8 năm 2016, Chu Á Ninh được thăng quân hàm Trung tướng.
Tháng 9 năm 2017, Chu Á Ninh được bổ nhiệm giữ chức Tư lệnh Quân chủng Tên lửa Quân Giải phóng Nhân dân Trung Quốc, kế nhiệm Ngụy Phượng Hòa.
Ngày 24 tháng 10 năm 2017, tại Đại hội Đảng Cộng sản Trung Quốc lần thứ XIX, Chu Á Ninh được bầu làm Ủy viên Ban Chấp hành Trung ương Đảng Cộng sản Trung Quốc khóa XIX.
Ngày 12 tháng 12 năm 2019, ông được thăng quân hàm Thượng tướng.